# The Mountain Between Us
The Mountain Between Us (bra: Depois Daquela Montanha; prt: A Montanha entre Nós) é um filme estadunidense de 2017, dirigido por Hany Abu-Assad e escrito por Chris Weitz e J. Mills Goodloe, baseado no romance de 2011 de mesmo nome de Charles Martin. É estrelado por Idris Elba e Kate Winslet. O filme estreou em 9 de setembro de 2017, no Festival de Cinema de Toronto, e foi lançado nos Estados Unidos em 6 de outubro de 2017 pela 20th Century Fox.

## Elenco
- Idris Elba ...Dr. Ben Bass
- Kate Winslet ...Alex Martin
- Dermot Mulroney ...Mark Robertson
- Beau Bridges ...Walter

## Produção
O projeto foi desenvolvido pela primeira vez em janeiro de 2012, com o diretor mexicano Gerardo Naranjo definido para dirigir um roteiro de J. Mills Goodloe. Em agosto de 2012, Scott Frank foi contratado para reescrever o roteiro. Em novembro de 2014, Hany Abu-Assad substituiu Naranjo, e Chris Weitz mais tarde foi contratado para reescrever o roteiro.
O filme passou por várias mudanças de elenco. Em março de 2012, foi anunciado que Michael Fassbender estrelaria como Bass, mas, em setembro de 2014, Fassbender desistiu devido a um conflito de agendamento e Charlie Hunnam o substituiu. Margot Robbie havia sido escalada para o papel de Alex Martin. Em novembro de 2014, Robbie desistiu do projeto e Rosamund Pike entrou em negociações para o papel principal, mas em dezembro de 2015, Hunnam e Pike desistiram.
Em fevereiro de 2016, Idris Elba havia sido anunciado como protagonista, seguido por Kate Winslet em junho de 2016. Dermot Mulroney se juntou ao elenco no início de fevereiro de 2017.

## Recepção
No Rotten Tomatoes, o filme tem uma taxa de aprovação de 39%, com base em 167 críticas, com uma classificação média de 5,11/10. O consenso crítico do site diz: "The Mountain Between Us pode ser exagerado demais para que alguns espectadores apreciem, mas é elevado ao envolver de maneira confiável as performances de Idris Elba e Kate Winslet". No Metacritic, o filme tem uma pontuação média ponderada de 48 em 100, com base em 37 críticos, indicando "críticas mistas ou médias".